# جيري ديمبسي
جيري ديمبسي هو سياسي أمريكي، ولد في 21 أبريل 1933، وتوفي في 14 يناير 2015. نشط حزبياً في الحزب الجمهوري. وقد انتخب عضو مجلس نواب مينيسوتا ‏.